# سلاق تاج‌محمد
سلاق تاج‌محمد ، روستایی است از توابع بخش مرکزی شهرستان گنبد کاووس در استان گلستان ایران.

## جمعیت
این روستا در دهستان باغلی ماراما قرار داشته و براساس سرشماری سال ۱۳90جمعیت آن 790نفر (112خانوار) بوده است.
ساکنین اولیه روستای سلاق تاج محمد از خویشاوندان روستای تاتار (علیا و سفلی که موقعیت آن حدود 10 کیلومتری در جنوب-شرق این روستا می باشد) بودند ساکنین اولیه این روستا حمد آقا ،  قربان هان ، ماللی حاجی و قووجق بودند که همه با هم خویشاوند بودند. بعدها در زمان جنگ جهانی دوم آق محمد که از سربازهای جنگ و از ترکمنهای ترکمنستان بود خسته از جنگ آمده و مدتی را در این روستا کار میکرده و بعدها ساکن گردید که بازماندگان وی فامیلی سلاقی را دارند. حمد آقا به لحاظ سنی بزرگتر از همه بوده است و لفط "آقا" در نام ایشان نیز به سن بزرگ ایشان در مقایسه با دیگران دلالت دارد. همه به کار گله داری گوسفند و پرورش گاو و ماکیان و کشاورزی اشتغال داشتند. قووجق از لحاظ سنی از همه کوچکتر بود.